# دومينغوس
دومينغوس خوسيه باسينسا أوليفيرا (بالبرتغالية: Domingos José Paciência Oliveira‏)، من مواليد 2 يناير 1969 في ليكا دي بالميرا في البرتغال، لاعب كرة قدم برتغالي سابق ومدرب كرة قدم حالي.
بدأ مسيرته الكروية مع نادي بورتو، وفي عام 1998 انتقل إلى نادي تينيريفي الإسباني، وبعدها عاد إلى البرتغال ولعب مع نادي بورتو، و قد لعب مع منتخب البرتغال لكرة القدم 34 مباراة دولية وسجل 9 أهداف.

## مسيرته الكروية
لعب دومينيغوس خلال مسيرته الاحترافية مع ناديين في 14 موسمًا وسجل خلالها 112 هدف ضمن 313 مباراة. حيث فاز في 5 مواسم بالكأس و7 مواسم بالدوري.
خاض دومينيغوس مسيرته مع نادي بورتو في موسم 1987–88 في المرة الأولى ليلعب معه عشرة مواسم ثم في موسم 1999–00 ولمدة موسمين، مشاركًا طوالها في 263 مباراة سجل خلالها 106 هدف. ثم انتقل إلى نادي تينيريفي في موسم 1997–98 ولمدة موسمين، حيث شارك في 50 مباراة سجل خلالها 6 أهداف.

## روابط خارجية
- دومينيغوس على موقع الاتحاد الأوربي (الإنجليزية)
- دومينيغوس على موقع قاعدة بيانات كرة القدم.إي يو (الإنجليزية)
- دومينيغوس على موقع ناشيونال فوتبول تيمز (الإنجليزية)